# Kivu Nord
El Kivu Nord (Nord-Kivu en francès) és una província de l'est de la República Democràtica del Congo fronterera amb Uganda i Ruanda. La seva capital és Goma.

## Geografia
El Kivu Nord limita al nord i el nord-oest amb Orientale, al sud-oest amb Maniema i amb el Kivu Sud al sud. A l'est fa frontera amb Uganda i al sud-est amb Ruanda.
La província està formada per tres ciutats: Goma, Butembo i Beni; i sis territoris: Beni, Lubero, Masisi, Rutshuru, Nyiragongo i Walikale.
Acull també el Parc Nacional dels Virunga, Patrimoni de la Humanitat on es troben els amenaçats goril·les de muntanya.

## Economia
El principal motor econòmic de la regió és l'extracció i el comerç dels seus recursos minerals, entre ells l'estany, el tàntal, el tungstè, l'or i, especialment, el coltan. El control i l'exportació d'aquests minerals és una de les causes de la constant inestabilitat a la zona.
Els agents econòmics de la regió van demanar al desembre del 2012 la declaració de zona catastròfica pels combats que hi tingueren lloc, sol·licitant una desgravació fiscal, alleugerint les seves obligacions i càrrega impositiva per impulsar l'activitat econòmica de la província.

## Conflictes armats
A l'octubre del 2007, l'Alt Comissionat de les Nacions Unides per als Refugiats va alertar d'un increment en el nombre de les persones desplaçades al Kivu Nord per les lluites entre l'exèrcit congolès, les FDLR i altres organitzacions militars. També va denunciar el reclutament de nens soldats per aquestes organitzacions. L'Alt Comissionat calcula que hi ha sobre 370.000 persones desplaçades al Kivu Nord des del desembre del 2006.
Des de mitjans del 2012, la inestabilitat a la regió ha tornat a augmentar, amb la creació de l'organització armada Moviment 23 de març, que capturà durant vuit dies la capital provincial, Goma el 20 de novembre del 2012 i s'enfrontà contra l'exèrcit congolès per la regió. La Comunitat per al Desenvolupament de l'Àfrica Austral (SADC) va acordar al desembre l'enviament d'un contingent militar a la zona per garantir l'estabilitat.